# Annelise Kretschmer
Annelise Kretschmer, geborene Silberbach (* 11. Februar 1903 in Dortmund; † 13. August 1987 ebenda), war eine deutsche Fotografin.

## Leben
In den Jahren 1920 bis 1922 studierte Annelise Silberbach an der Kunstgewerbeschule in München Buchbinderei und Zeichnen. Anschließend begann sie eine Fotoassistenz im Atelier des Schweizer Fotografen Leon von Kaenel (1875–1936) in Essen, die sie bis 1924 innehatte. Als Meisterschülerin von Franz Fiedler gelangte sie 1924 nach Dresden, wo sie 1928 den Bildhauer Sigmund Kretschmer (1901–1953) heiratete, mit dem sie vier Kinder bekam. Die Eltern lebten ein unkonventionelles Familienbild: Die Mutter war Alleinverdienerin, der Vater kümmerte sich um die Kinder und ging seiner künstlerischen Tätigkeit nach.
Im Jahr 1929 zog die Familie in Annelises Heimatstadt Dortmund, wo sie ein eigenes Atelier eröffnete. Sie gehört damit zu den ersten Fotografinnen mit eigenem Atelier in Deutschland. Sie widmete sich vor allem der Porträtfotografie von Kindern und Kulturschaffenden der Stadt, veröffentlichte aber auch regelmäßig in Zeitschriften wie Das Atelier. 1929 nahm sie an der legendären Wanderausstellung des Deutschen Werkbundes „Film und Foto“ sowie 1930 an der Ausstellung „Das Lichtbild“ in München teil. Desgleichen reiste sie häufig nach Paris, wo sie mit Florence Henri und Ilse Bing zusammentraf. Zu dieser Zeit kann ihr Werk der Stilrichtung der Neuen Sachlichkeit zugeordnet werden – sie experimentierte viel mit Bildausschnitten und Aufnahmewinkeln.
Nach der Machtergreifung der Nationalsozialisten war Annelise Kretschmer wegen der jüdischen Herkunft ihres Vaters Julius Silberbach Anfeindungen und Schikanen ausgesetzt. So wurde ihr Fotoatelier beschmiert und sie wurde aus der Gesellschaft Deutscher Lichtbildner, der sie seit 1926 angehörte, ausgeschlossen. Dennoch absolvierte sie 1936 die Meisterprüfung und arbeitete in den folgenden Jahren u. a. als Ausbilderin. Als erfolgreiche Porträtfotografin und mehrfache Mutter blieb sie von weiteren Nachstellungen des NS-Regimes weitgehend verschont. Die aus beruflichen Engpässen resultierenden finanziellen Probleme wurden teilweise durch Unterstützung ihrer wohlhabenden Eltern sowie auch von Freunden und einflussreichen Bekannten aus dem Dortmunder Magistratsmilieu abgemildert. Die Familie verbrachte die letzten Kriegsjahre in der Nähe von Freiburg im Breisgau. Kretschmers Dortmunder Atelier wurde 1944 bei einem Bombenangriff zerstört.
Nach dem Zweiten Weltkrieg eröffnete sie ihr zerstörtes Studio 1950 neu. Ihr Ehemann Sigmund starb 1953. Zusammen mit ihrer 1940 geborenen Tochter Christiane arbeitete Annelise Kretschmer bis in die 1970er Jahre vorwiegend für Kunden aus Industrie und Wirtschaft, die manchmal alle Familienmitglieder über Jahre hinweg immer wieder von ihr porträtieren ließen. In den 1950er und 1960er Jahren fotografierte sie auch zahlreiche Persönlichkeiten aus Kunst und Kultur, so schuf sie u. a. Porträtaufnahmen von Albert Renger-Patzsch, Gerhard von Graevenitz, Ellice Illiard und Ewald Mataré. Sie arbeitete auch für verschiedene Zeitschriften und machte Frauenporträts für die Wochenschau. Daneben entstanden sehr viele private Fotos, die ihre Familie und besonders ihre Kinder zeigen.
Der Nachlass von Annelise Kretschmer, bestehend aus 2600 Fotografien als Originalvergrößerungen und 13.000 Schwarzweiß-Negativen, wurde im Jahr 2020 vom LWL-Museum für Kunst und Kultur in Münster angekauft und von Mai bis August 2022 in der Sonderausstellung Der Augenblick. Die Fotografin Annelise Kretschmer der Öffentlichkeit vorgestellt.

## Ehrungen
Auf Anregung der Aktionsgruppe zur „feministischen Raumplanung“ um Helga Steinmaier und Rosemarie Ring wurde am 8. Oktober 2019 die Annelise-Kretschmer-Straße am Dortmunder U nach der Künstlerin benannt.

## Ausstellungen (Auswahl)
- 1929: „Film und Foto“. Stuttgart
- 1930: „Das Lichtbild“. München
- 1982: „Annelise Kretschmer. Fotografin“. Museum Folkwang, Essen
- 2003: „Annelise Kretschmer – Photographien 1925–1975“. Das Verborgene Museum, Berlin
- 2003 „Annelise Kretschmer“. Museum für Kunst und Kulturgeschichte, Dortmund
- 2003 „Zwei Fotografinnen – Elisabeth Hase, Annelise Kretschmer“. Museum Folkwang, Essen
- 2016 „Annelise Kretschmer – Entdeckungen. Photographien 1922 bis 1975“. Käthe-Kollwitz-Museum, Köln[7][8]
- 2017 „Annelise Kretschmer – Fotografien 1925–1975“. Paula Modersohn-Becker Museum, Bremen
- 2022 „Der Augenblick“. LWL-Museum für Kunst und Kultur, Münster
- 2024 „Kosmos des Lebens. Die Fotografin Annelise Kretschmer“. Wanderausstellung des LWL-Museumsamtes für Westfalen